# Преображенская улица (Одесса)
Преображенская улица — улица в Одессе, в историческом районе старый город, от бульвара Жванецкого, пересекая Соборную площадь, идёт к Новощепному ряду и упирается в центральные ворота Первого Христианского кладбища.

## История
Улица была проложена в 1817 году, название получила по расположенному на Соборной площади крупнейшему православному храму Одессы — Спасо-Преображенскому собору.
С установлением советской власти название улицы изменили в честь Льва Троцкого (1920). До 1928 года улица носила это название, затем, в связи с высылкой Троцкого из СССР, название изменили на улица 10-летия Красной Армии (впоследствии — просто Красной Армии).
В период румынской оккупации, с 1941 по 1944 годы, улица получила название Короля Михая (рум. Regele Mihai I), с возвращением советской власти было возвращено и советское название. В 1946 году Красная армия изменила своё официальное название на «Советская армия», соответственно было и изменено название улицы на Советской Армии. После обретения Украиной независимости, 18 августа 1994 года улице возвращено историческое название — Преображенская.

## Достопримечательности
Дом № 24 — мемориальная доска известному изобретателю Иосифу Тимченко. Нумерация домов на улице не такая, как на других — справа идут чётные номера, а слева — нечётные. Кроме того, отсутствует дом под номером 13.

## Известные жители
На улице прожил последние дни и умер русский генерал Н. М. Каменский (1776—1811).

## Улица в кинематографе
В фильме «Приморский бульвар» статую коня на грузовике провозят через перекрёсток улиц Дерибасовской и Преображенской.
В доме № 36 в советское время располагался кафе-ресторан «Театральный», который, по-видимому, показан в фильме «Приходите завтра…» (1963).
Историческое название улицы в разговоре упоминает один из героев сериала «Ликвидация», затем исправляясь на название, которое улица носила на момент событий — Советской Армии.